# Ethete
Ethete est un prénom féminin.

## Sens et origine du prénom
- Prénom féminin d'origine nord-amérindienne[1] en langue algonquienne tribu Arapaho.
- Prénom qui signifie "bon".

## Prénom de personnes célèbres et fréquence
- Prénom très peu usité aux États-Unis[2].
- Prénom qui semble-t-il n'a jamais été donné en France[3].